# Пензенский областной комитет КПСС
Пензенский областной комитет КПСС —  высший орган регионального управления структур КПСС на территории Пензенской области. Существовал с марта 1939 по ноябрь 1991 гг. Располагался в областном центре — г. Пензе.
С марта 1939 по октябрь 1952 назывался Пензенский областной комитет ВКП(б). В январе 1963 года был разделён на промышленный и сельский областные комитеты КПСС. В январе 1965 года промышленный и сельский обкомы КПСС были вновь объединены в обком КПСС.
23 августа 1991 года деятельность КПСС на территории РСФСР приостановлена, а 6 ноября того же года запрещена.

## Первые секретари Пензенского обкома и горкома ВКП(б) (1939-1950)

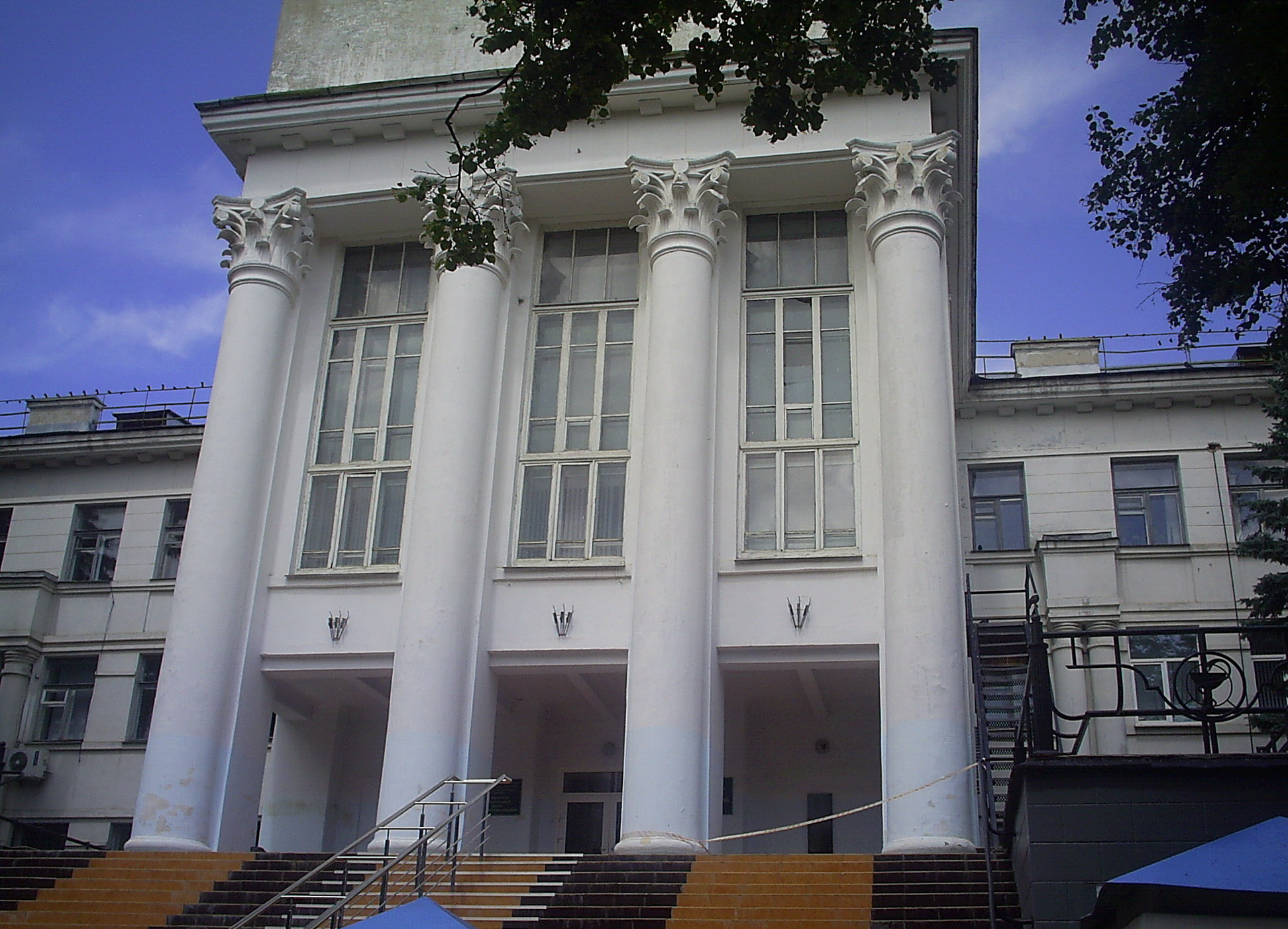
Здание учебного корпуса Медицинского института ПГУ. С 1939 по 1958 гг. в этом здании располагался Пензенский обком ВКП(б) — КПСС

Здание Правительства Пензенской области. С 1958 по 1991 гг. здесь располагался Пензенский обком КПСС

|  | Начало полномочий | Окончание полномочий | Имя                           |
|  | ----------------- | -------------------- | ----------------------------- |
|  | март 1939         | 30 июня 1942         | Кабанов Александр Фёдорович   |
|  | июнь 1942         | февраль 1949         | Морщинин Константин Андреевич |
|  | февраль 1949      | август 1950          | Лебедев Иван Кононович        |

## Первые секретари Пензенского обкома ВКП(б) (1950-1952)
|  | Начало полномочий | Окончание полномочий | Имя                       |
|  | ----------------- | -------------------- | ------------------------- |
|  | август 1950       | август 1952          | Лебедев Иван Кононович    |
|  | 21 августа 1952   | октябрь 1952         | Бутузов Сергей Михайлович |

## Первые секретари Пензенского обкома КПСС (1952-1962)
|  | Начало полномочий | Окончание полномочий | Имя                       |
|  | ----------------- | -------------------- | ------------------------- |
|  | октябрь 1952      | 14 августа 1961      | Бутузов Сергей Михайлович |
|  | август 1961       | декабрь 1962         | Ермин Лев Борисович       |

## Первые секретари Пензенского сельского обкома КПСС (1963-1964)
|  | Начало полномочий | Окончание полномочий | Имя                 |
|  | ----------------- | -------------------- | ------------------- |
|  | январь 1963       | декабрь 1964         | Ермин Лев Борисович |

## Первые секретари Пензенского промышленного обкома КПСС (1963-1964)
|  | Начало полномочий | Окончание полномочий | Имя                        |
|  | ----------------- | -------------------- | -------------------------- |
|  | январь 1963       | декабрь 1964         | Маткин Борис Александрович |

## Первые секретари Пензенского обкома КПСС (1964-1991)
|  | Начало полномочий | Окончание полномочий | Имя                      |
|  | ----------------- | -------------------- | ------------------------ |
|  | декабрь 1964      | апрель 1979          | Ермин Лев Борисович      |
|  | апрель 1979       | март 1990            | Куликов Фёдор Михайлович |
|  | март 1990         | август 1991          | Зубков Борис Фёдорович   |